# Rákóczi-túra
A Rákóczi-túra egy 1966-ban kialakított túraútvonal, és a hozzá kapcsolódó jelvényszerző túramozgalom, amelynek célja a Zempléni-hegységben található, II. Rákóczi Ferenc fejedelemmel kapcsolatos történelmi emlékek ismertetése. 
Az útvonal karbantartását a Borsod-Abaúj-Zemplén megyei Természetjáró Szövetség végzi.

## Útvonala
A piros sávval jelzett túraút történelmi, földrajzi és néprajzi emlékeket, nevezetességeket tár fel. Az 59 km hosszú tára a Füzéri vártól indul és a Sárospataki várnál ér véget. A táv tetszőleges irányban és ütemezéssel teljesíthető, a helyesen teljesítőket az egyesület jelvénnyel díjazza.
A túra alábbi igazolóhelyeinél nincs kihelyezve pecsét, ezért bármilyen helyi bélyegző elfogadható, amelyen a településnév kivehető: Füzér, Hollóháza, Telkibánya, Regéc, Erdőhorváti, Komlóska, Hercegkút, Sárospatak. A gönci Pálos kolostorromnál és a Fehér-kútnál kihelyezett fém pecsét található. Hercegkúton a pecsét beszerzésének nehézsége miatt a Pogány-kútnál kihelyezett bélyegző is elfogadott. Emellett az igazolás a turistát a helyszíneken ábrázoló fotóval is lehetséges.
A túra szakaszai:
| Sorszám  | Kezdőpont                                                                   | Táv     | Szintemelkedés (oda-/visszafelé) |
| -------- | --------------------------------------------------------------------------- | ------- | -------------------------------- |
| 1        | Füzéri-vár - Füzér - Toroki erdészház - Hollóháza - Pányoki-kút -Telkibánya | 15,8 km | 350 m / 620 m                    |
| 2        | Telkibánya - Gönci kolostorrom - Amadé-vár - Fehér-kút - Regéc              | 16 km   | 670 m / 520 m                    |
| 3        | Regéc - Regéci-vár - Király-kút - Erdőhorváti                               | 12,4 km | 260 m / 530 m                    |
| 4        | Erdőhorváti - Komlóska (Pogány-kút) - Hercegkút - Sárospataki-vár           | 14,8 km | 290 m / 300 m                    |
| Összesen | Összesen                                                                    | 59 km   | 1570 m / 1970 m                  |

## További információ

### Túrabeszámolók
- Rákóczi túra, Füzértől Regécig. Hétmérföldes lépés. (Hozzáférés: 2019. január 30.)
- Borsod-Abaúj-Zemplén Megyei Természetjáró Szövetség honlapja. www.eszaktura.hu. (Hozzáférés: 2019. január 30.)

### Túrainformációk
- Térképvázlat. (Hozzáférés: 2019. január 30.)
- Igazolófüzet. (Hozzáférés: 2019. január 30.)